# Styringomyia
Styringomyia är ett släkte av tvåvingar. Styringomyia ingår i familjen småharkrankar.

## Dottertaxa tillStyringomyia, i alfabetisk ordning[1]
- Styringomyia acanthobasis
- Styringomyia acuapicalis
- Styringomyia acuta
- Styringomyia amazonica
- Styringomyia americana
- Styringomyia angustipennis
- Styringomyia angustitergata
- Styringomyia annulipes
- Styringomyia apiculata
- Styringomyia armata
- Styringomyia atlantica
- Styringomyia bancrofti
- Styringomyia bicornuta
- Styringomyia bidens
- Styringomyia bidentata
- Styringomyia bipunctata
- Styringomyia biroi
- Styringomyia borneana
- Styringomyia bourbonensis
- Styringomyia bualae
- Styringomyia caudifera
- Styringomyia celebesensis
- Styringomyia cerbereana
- Styringomyia ceylonica
- Styringomyia chelifera
- Styringomyia claggi
- Styringomyia clandestina
- Styringomyia clio
- Styringomyia colona
- Styringomyia contorta
- Styringomyia cornuta
- Styringomyia crassicosta
- Styringomyia curvispina
- Styringomyia dendroides
- Styringomyia denticulata
- Styringomyia didyma
- Styringomyia digistostylus
- Styringomyia dilinhi
- Styringomyia dorsolineata
- Styringomyia ebejeri
- Styringomyia edwardsiana
- Styringomyia ensifera
- Styringomyia ensiferoides
- Styringomyia flava
- Styringomyia flavitarsis
- Styringomyia flavocostalis
- Styringomyia formosana
- Styringomyia fryeri
- Styringomyia fulani
- Styringomyia fumipennis
- Styringomyia fumitergata
- Styringomyia fumosa
- Styringomyia furcata
- Styringomyia furcifera
- Styringomyia fuscinervis
- Styringomyia geminata
- Styringomyia halavana
- Styringomyia himalayana
- Styringomyia holomelania
- Styringomyia idioformosa
- Styringomyia impunctata
- Styringomyia ingrami
- Styringomyia jacobsoni
- Styringomyia javana
- Styringomyia kala
- Styringomyia kalabakanensis
- Styringomyia kempiana
- Styringomyia kerteszi
- Styringomyia kwangtungensis
- Styringomyia labuanae
- Styringomyia lambertoni
- Styringomyia leucopeza
- Styringomyia leucoplagia
- Styringomyia liberiensis
- Styringomyia lineaticeps
- Styringomyia longituberculata
- Styringomyia luteipennis
- Styringomyia mahensis
- Styringomyia manauara
- Styringomyia manicata
- Styringomyia marmorata
- Styringomyia marshalli
- Styringomyia matileana
- Styringomyia maya
- Styringomyia mcgregori
- Styringomyia medleriana
- Styringomyia melanaspis
- Styringomyia melania
- Styringomyia melanopinax
- Styringomyia mitra
- Styringomyia moheliana
- Styringomyia monochaeta
- Styringomyia montina
- Styringomyia multisetosa
- Styringomyia mystica
- Styringomyia neocaledoniae
- Styringomyia neocolona
- Styringomyia nepalensis
- Styringomyia nigripalpis
- Styringomyia nigrisoma
- Styringomyia nigrobarbata
- Styringomyia nigrofemorata
- Styringomyia nigrosternata
- Styringomyia nipponensis
- Styringomyia nirvana
- Styringomyia obscura
- Styringomyia obscuricincta
- Styringomyia obuduensis
- Styringomyia occidentalis
- Styringomyia omeiensis
- Styringomyia papuana
- Styringomyia paulista
- Styringomyia pendula
- Styringomyia pentachaeta
- Styringomyia phallosomica
- Styringomyia platystyla
- Styringomyia princeps
- Styringomyia quadridivisa
- Styringomyia recurvata
- Styringomyia reducta
- Styringomyia rostrostylus
- Styringomyia sabroskyi
- Styringomyia scalaris
- Styringomyia schmidiana
- Styringomyia schoutedeni
- Styringomyia separata
- Styringomyia serristylata
- Styringomyia sessilis
- Styringomyia setifera
- Styringomyia siberiensis
- Styringomyia simplex
- Styringomyia sinensis
- Styringomyia sjostedti
- Styringomyia soembana
- Styringomyia solocipennis
- Styringomyia solomonensis
- Styringomyia spathulata
- Styringomyia spinicaudata
- Styringomyia spinistylata
- Styringomyia stenophallus
- Styringomyia stuckenbergi
- Styringomyia subimmaculata
- Styringomyia subobscura
- Styringomyia susilae
- Styringomyia tablasensis
- Styringomyia taiwanensis
- Styringomyia tarsatra
- Styringomyia tenuispina
- Styringomyia tenuisterna
- Styringomyia tergata
- Styringomyia terraereginae
- Styringomyia thetis
- Styringomyia transversa
- Styringomyia trifurciscutata
- Styringomyia trilobula
- Styringomyia variegata
- Styringomyia vietnamensis
- Styringomyia vittata
- Styringomyia vritra
- Styringomyia xenophallus
- Styringomyia youngi
- Styringomyia ysabellae